# Stalachtis irion
Stalachtis irion är en fjärilsart som beskrevs av Adalbert Seitz 1917. Stalachtis irion ingår i släktet Stalachtis och familjen juvelvingar. Inga underarter finns listade i Catalogue of Life.